# Kızlan, Datça
Kızlan là một xã thuộc huyện Datça, tỉnh Muğla, Thổ Nhĩ Kỳ. Dân số thời điểm năm 2011 là 1.05 người.